# Allianz für den Multilateralismus
Die Allianz für den Multilateralismus (englisch Alliance for Multilateralism) ist ein informelles Netzwerk von Staaten, die eine regelbasierte internationale Ordnung (Multilateralismus) stabilisieren möchten. Sie wurde von Deutschland und Frankreich im April 2019 auf Initiative der Außenminister Frankreichs (Jean-Yves Le Drian) und  Deutschlands (Heiko Maas) gegründet. Mehr als 20 Staaten haben an ihren Treffen teilgenommen, darunter Argentinien, Äthiopien, Belgien, Kanada, Chile, Costa Rica, Deutschland, Dominikanische Republik, Estland, Finnland, Frankreich, Indien, Indonesien, Irland, Italien, Japan, Jordanien, Mexiko, die Niederlande, Norwegen, Peru, Singapur, Südafrika, Spanien, Schweden, die Schweiz, Tunesien und das Vereinigte Königreich.
Die Allianz ist keine Gruppe mit fester Mitgliedschaft, sondern eine Organisation zur Kooperation. Im September 2019 zählten zu ihren Initiativen Vertrauen und Sicherheit im Cyberspace, internationale Partnerschaft für Information und Demokratie, eine gemeinsame Haltung der Gruppe von Freunden zu Klima und Sicherheit, Bildung; Gleichheit in der Mitte und 11 Prinzipien zu tödlichen autonomen Waffensystemen. Im April 2020 rückte die Unterstützung eines globalen Gesundheitssystems zur Bekämpfung der COVID-19-Pandemie in den Fokus, und eine gemeinsame Erklärung wurde verabschiedet. Am 26. Juni 2020 fand ein weiteres Treffen statt, zu dem 50 Staaten virtuell zusammengekommen sind, um neben der Stärkung der globalen Gesundheitsarchitektur über die Sicherung der Medienfreiheit und den Umgang mit Desinformation zu diskutieren.